# Umm Bab
Umm Bab é uma cidade do Qatar, capital do município de Jariyan al Batnah.